# اللجنة البارالمبية المصرية
قالب:Infobox National Paralympic Committee اللجنة البارالمبية المصرية هي اللجنة الوطنية لألعاب أولمبياد المعاقين في مصر لحركة الألعاب البارالمبية . إنها منظمة غير ربحية تابعة لوزارة الشباب والرياضة المصرية تختار الفرق ، وتجمع الأموال لإرسال منافسين مصريين إلى فعاليات البارالمبية التي تنظمها اللجنة الدولية للمعاقين (IPC).

## روابط خارجية
- الموقع الرسمي